# 미카일 안토니오
미카일 그레고리 안토니오(영어: Michail Gregory Antonio, 1990년 3월 28일 ~ )은 잉글랜드에서 태어난 자메이카의 축구 선수로 현재 잉글랜드 프리미어리그 웨스트햄 유나이티드에서 공격수로 뛰고 있다.

## 수상

### 클럽
사우샘프턴 FC
- EFL 트로피 : 우승 (2009-10)

 셰필드 웬즈데이
- EFL 리그 원 : 준우승 (2011-12)

 웨스트햄 유나이티드
- UEFA 유로파리그 : 4강 (2021-22)

### 개인
- 노팅엄 포리스트 올해의 선수 : 2014-15
- 웨스트햄 유나이티드 올해의 선수 : 2016-17
- 잉글랜드 프리미어리그 이달의 선수 : 2020년 7월, 2021년 8월